# إسفغنون رأس الرجاء
إسفغنون رأس الرجاء (الاسم العلمي:Sphagnum capense) هو نوع من النباتات يتبع جنس الإسفغنون من الفصيلة الإسفغنونية.